# 両毛ミニ新幹線構想
両毛ミニ新幹線構想（りょうもうミニしんかんせんこうそう）とは、群馬県および栃木県による新在直通運転（ミニ新幹線方式）構想である。

## 概要
1990年（平成2年）清水一郎群馬県知事（当時）が当時開業予定であったミニ新幹線方式（改軌方式）による新在直通運転山形新幹線（福島駅 - 山形駅間）を参考に、上越新幹線高崎駅より上越線新前橋駅を経由し、県庁所在地の駅両毛線前橋駅までミニ新幹線車両を使い乗り入れ、さらに栃木県小山市の東北新幹線小山駅まで延伸させる構想である。栃木県でも当時の渡辺文雄知事が構想に参画する意向を表明し検討委員会を設置する予定だった。両毛地域を含む北関東内陸部の東西交通の向上を図り、併せて東北・上越方面との連絡性を高める狙い。両毛線の路盤を活用する案だけでなく新しく路線整備する案も検討され、群馬県側はJR東日本との間で調査検討委員会を設置したが、1991年（平成3年）6月12日に清水一郎が在職中に死去したことに伴う知事交代の影響により構想自体が頓挫した。